# Rachid (Mauritanie)
Pour les articles homonymes, voir Rachid.
Rachid est une localité et un arrondissement du centre-sud de la Mauritanie, situé dans la région du Tagant.

## Histoire
Les Kountas venus de Ksar el Barka fondèrent Rachid en 1723.